# Aleydis
Aleydis (auch Aleidis; † zwischen 1150 und 1200 im Kloster Langwaden in Langwaden, heute ein Stadtteil von Grevenbroich in Nordrhein-Westfalen) war eine Prämonstratenserin, d. h. Mitglied des weiblichen Zweiges des 1120 gegründeten Prämonstratenser- oder Norbertinerordens. In der römisch-katholischen Kirche wird sie als Selige verehrt. Ihr Gedenktag ist der 13. Februar, der auch ihr Todestag ist.
Aleydis lebte im Konkubinat mit einem Priester in Bonn in der Diözese Köln. Der Priester beging Suizid, indem er sich an der Tür seines Hauses erhängte. Aleydis war so sehr erschüttert, dass sie bereute und ihr Leben änderte. Sie wurde Nonne in dem im Jahr 1145 gegründeten und 1802 in der Säkularisation aufgehobenen Prämonstratenserinnenkloster Langwaden und lebte dort in äußerster Bußstrenge, so dass sie auch den Beinamen Aleydis die Büßerin erhielt.